# Daryl Koh Pei Xiang
Daryl Koh Pei Xiang (* 17. Juni 1990), der unter dem Künstlernamen iceiceice bekannt ist, ist ein E-Sportler aus Singapur, der für Team SMG in der Disziplin Dota 2 antritt. Mit mehr als 1.800.000 US-Dollar erspielten Preisprämien ist er einer der finanziell erfolgreichsten E-Sportler und liegt auf dem dritten Platz der südostasiatischen Rangliste.

## Karriere
Koh begann seine E-Sports-Karriere im Jahr 2005 mit dem MOBA-Spiel Defense of the Ancients. Im Alter von 20 Jahren trat er außerdem parallel in den Spielen Starcraft II, League of Legends und Heroes of Newerth an und konnte sich unter anderem für die BlizzCon 2010 qualifizieren. Kurz darauf pausierte Koh seine Karriere aufgrund der Notwendigkeit in Singapur seinen militärischen Wehrdienst abzuleisten. 2011 gab er im neu veröffentlichten DotA Nachfolger Dota 2 sein Comeback, als er mit Scythe Gaming bei The International 2011 antrat und den dritten Platz erreichte. Mit Team Zenith nahm er im Folgejahr erneut an dem angesehenstes Turnier der Disziplin teil und landete unter den letzten Fünf.
2013 wechselte Koh von Südostasien in die chinesische Region, als er von Team DK unter Vertrag genommen wurde. Mit erfolgreichen chinesischen Spielern wie Xu „BurNIng“ Zhilei und Zhang „LaNm“ Zhicheng an seiner Seite gewann er die WPC ACE Dota 2 League und erreichte den vierten Platz bei The International 2014. Im Anschluss an das Turnier löste das Team sich auf und Koh wechselte zu Vici Gaming. In seinen zwei Jahren mit der chinesischen Organisation erspielte er über 500.000 US-Dollar Preisgeld, womit dies seine finanziell erfolgreichste Zeit war. Unter anderem gewann er die erste Saison der i-League und die ESL One New York 2014 und erreichte bei den Dota 2 Asia Championships 2015 den zweiten Platz. Bei The International 2015 schaffte er es ein weiteres Mal in die Runde der letzten Vier.
Nach einer kurzen Zeit bei EHOME kehrte Koh nach Singapur zurück und gründete im September 2016 mit Freunden einen eigenen Clan, Team Faceless. Die Gruppe trennte sich im nächsten Jahr, nachdem sie die Qualifikation zu The International 2017 verpassten. Als Mitglied von Mineski war er Teil des ersten südostasiatischen Teams, das 2018 die asiatischen Meisterschaften gewinnen konnten. Nachdem bei The International im selben Jahr Erfolge ausblieben, wechselte Koh zu Fnatic und konnte bis 2020 mit der Organisation drei Wettbewerbe gewinnen. 
Im November 2020 wechselte er nach Nordamerika, um für das erfolgreichste Team der Region, Evil Geniuses, zu spielen. In seiner ersten Saison mit der Organisation erreichte Koh bei beiden Major-Turnieren den zweiten Platz. Nach The International 10 wechselte Koh in die europäische Region zu Team Secret, wurde jedoch bereits vor Saisonende entlassen, woraufhin er nach Südostasien zurückkehrte, um für Team SMG zu spielen.

## Erfolge (Auswahl)
| Datum     | Platz | Turnier                | Preisgeld |
| --------- | ----- | ---------------------- | --------- |
| Aug. 2011 | 3.    | The International 2011 | 30.000 $  |

| Datum     | Platz | Turnier                        | Preisgeld |
| --------- | ----- | ------------------------------ | --------- |
| Jan. 2014 | 1.    | WPC ACE Dota 2 League          | 033.046 $ |
| Apr. 2014 | 1.    | StarLadder StarSeries Season 9 | 017.056 $ |
| Aug. 2014 | 4.    | The International 2014         | 163.966 $ |

| Datum     | Platz | Turnier                        | Preisgeld |
| --------- | ----- | ------------------------------ | --------- |
| Sep. 2014 | 1.    | i-League Season 1              | 031.000 $ |
| Okt. 2014 | 1.    | ESL One New York 2014          | 010.595 $ |
| Feb. 2015 | 2.    | Dota 2 Asia Championships 2015 | 073.380 $ |
| Aug. 2015 | 4.    | The International 2015         | 313.303 $ |

| Datum     | Platz | Turnier                        | Preisgeld |
| --------- | ----- | ------------------------------ | --------- |
| Okt. 2017 | 1.    | PGL Open Bucharest             | 26.000 $  |
| Apr. 2018 | 1.    | Dota 2 Asia Championships 2018 | 74.000 $  |

| Datum     | Platz | Turnier                          | Preisgeld |
| --------- | ----- | -------------------------------- | --------- |
| Apr. 2021 | 2.    | ONE Esports Singapore Major 2021 | 20.000 $  |
| Juni 2021 | 2.    | WePlay Animajor                  | 20.000 $  |